# اکوکس-ان-امینواس
اکوکس-ان-امینواس (به فرانسوی: Acheux-en-Amiénois) یک کمون در فرانسه است که در Canton of Acheux-en-Amiénois واقع شده‌است.

## خصوصیات
اکوکس-ان-امینواس ۷٫۰۷ کیلومترمربع مساحت و ۵۶۹ نفر جمعیت دارد و ۱۵۴ متر بالاتر از سطح دریا واقع شده‌است.